# Latil M2 TL6
Il Latil M2 TL6 era un trattore d'artiglieria leggero e veicolo del genio francese, utilizzato durante la seconda guerra mondiale.

## Storia
Il TL6 con motore M2, successore del Latil KTL nella gamma dei trattori leggeri a quattro ruote motrici e sterzanti, fu proposto nel settembre 1934 per il traino rapido del pezzo da 75 mm, ma senza successo. Sul mercato civile, oltre alla versione con motore M2, venne realizzata anche una versione con motore a gasogeno Latil M3G ed una con motore Diesel H4, prodotto su licenza della Gardner. Il Latil M3G TL6 venne prodotto dal 1936 al 1940, il Latil H4 TL6 dal 1937 al 1940.
Dopo una lenta messa a punto, il 3 febbraio 1939 l'Armée de terre adottò il mezzo, non come trattore d'artiglieria ma come veicolo ruotato medio per il genio, con un ordine di 64 M2 TL6 per le unità di battipali pneumatici dei pontieri. Il 17 settembre 1939, un lotto di 7 mezzi venne requisito ed inviato in Finlandia nell'ambito degli aiuti militari durante la guerra d'inverno. Nello stesso mese, in vista della mobilitazione, i francesi ordinarono un secondo lotto di 72 mezzi, sempre per il genio, ancora in corso di consegna al momento dell'invasione tedesca della Francia.
Una categoria inaspettata di mezzi militari in servizio prima della guerra era quella degli spazzaneve, necessari soprattutto per liberare dalla neve i forti alpini. Il 14 novembre 1939 l'esercito francese ordinò un lotto di mezzi per rimpiazzare quelli in prestito dal ministero dei lavori pubblici; tra questi, vennero ordinati 6 Latil M2 TL6 con lama spazzaneve e 2 (poi portati a 4) con lama Degiorgi.
Precedentemente, piccoli lotti di M2 TL6 a passo lungo erano stati acquistati dall'Armée de l'air per costituire laboratori fotografici mobili, realizzati in due versioni dall'Aérazur tra il 1935 ed il 1936 e poi nel 1940, con relativi rimorchi. Ogni laboratorio mobile era costituito da due trattori furgonati e da due rimorchi: un trattore trasportava il gruppo elettrogeno e, nel rimorchio, la camera oscura, l'altro trattore fungeva da magazzino (per macchine fotografiche, lastre ecc.) e trainava il rimorchio con sala asciugatura, laboratorio di disegno ecc. Nel 1940 vennero l'Aérazur, costruttrice dei palloni frenati da osservazione dell'aeronautica, allestì anche una decina di M2 TL6 con verricello per l'ancoraggio degli stessi.
Oltre che dalla Finlandia, il Latil M2 TL6 venne acquistato, prima della guerra, anche dal Belgio, come trattore d'artiglieria leggera, e dalla Romania in allestimenti diversi.

## Tecnica
Il telaio TL6, pesante completo di carrozzeria 4.000 kg, era lungo 4,70 m, con una larghezza di 1,93 m, una carreggiata di 1,56 m e un interasse di 2,70 m. Le 4 ruote motrici, dotate di pneumatici 270×28, erano tutte sterzanti e consentivano un raggio di sterzata ridotto a 5,5 m. Gli assi erano ammortizzati su balestre. Il propulsore azionava un cambio a 3 marce avanti ed una indietro, raddoppiate a 6+2 dal demoltiplicatore; la frizione era monodisco a secco. Oltre all'attacco per il rimorchio posteriore, erano presenti due ganci anteriori e due posteriori. Il mezzo era dotato di verricello da 2.500 kg. Su richiesta poteva essere installato un più potente argano da 5.000 kg, un vomero di stabilizzazione posteriore o una gru a capra da sollevamento.
La versione veicolo del genio aveva una cabina chiusa a due posti e cassone in legno, telonato, con trave estendibile longitudinale, sul quale scorreva un paranco. La versione laboratorio fotografico era carrozzata con una furgonatura metallica, verniciata in azzurro, mentre il mezzo di supporto per pallone frenato era dotato di carrozzeria aperta e verricello. L'allestimento trattore d'artiglieria aveva carrozzeria torpedo, con portelli di tela e telonatura ripiegabile su centine metalliche; con due posti anteriori, panca posteriore a 3 posti e cassoncino portamunizioni posteriore.

## Varianti e utilizzatori

### Modelli civili
- Latil M2 TL6 (1935-1940)
- Latil M3G TL6 (1936-1940)
- Latil H4 TL6 (1937-1940)

### Allestimenti militari M2 TL6
Armée de terre
- Tracteur routier moyen du génie: circa 100 esemplari[2].
- Chasse-neige: 10 esemplari[4].

 Armée de l'air
- Tracteur de groupe mobile laboratoire de photographie type 900[5]
- Atelier mobile de groupe équipement électricité AAF 10[5]
- Treuil à balon: circa 10 esemplari[6].

 Armée belge
- Tracteur d’artillerie Latil M2 TL6 (caisson) modèle 1936: 155 esemplari[7].

 Suomen maavoimat
 Forțele Terestre Române
 Wehrmacht
- esemplari di preda bellica dei paesi occupati.